# Biserica Pogorârea Sfântului Duh din Hădărău
Biserica Pogorârea Sfântului Duh este un monument istoric aflat pe teritoriul satului Hădărău; comuna Lupșa.

## Localitatea
Hădărău (maghiară Lupsahadaró) este un sat în comuna Lupșa din județul Alba, Transilvania, România. Prima atestare documentară este din anii 1760-1762.

## Biserica
Ridicarea lăcașului de cult a avut loc în ultimele decenii ale secolului al XVIII-lea. Nava are formă dreptunghiulară, lângă ea fiind adosat un monumental turn-clopotniță, cu fleșa zveltă și ascuțită. Pictura interioară datează din secolul al XIX-lea.

## Imagini din exterior

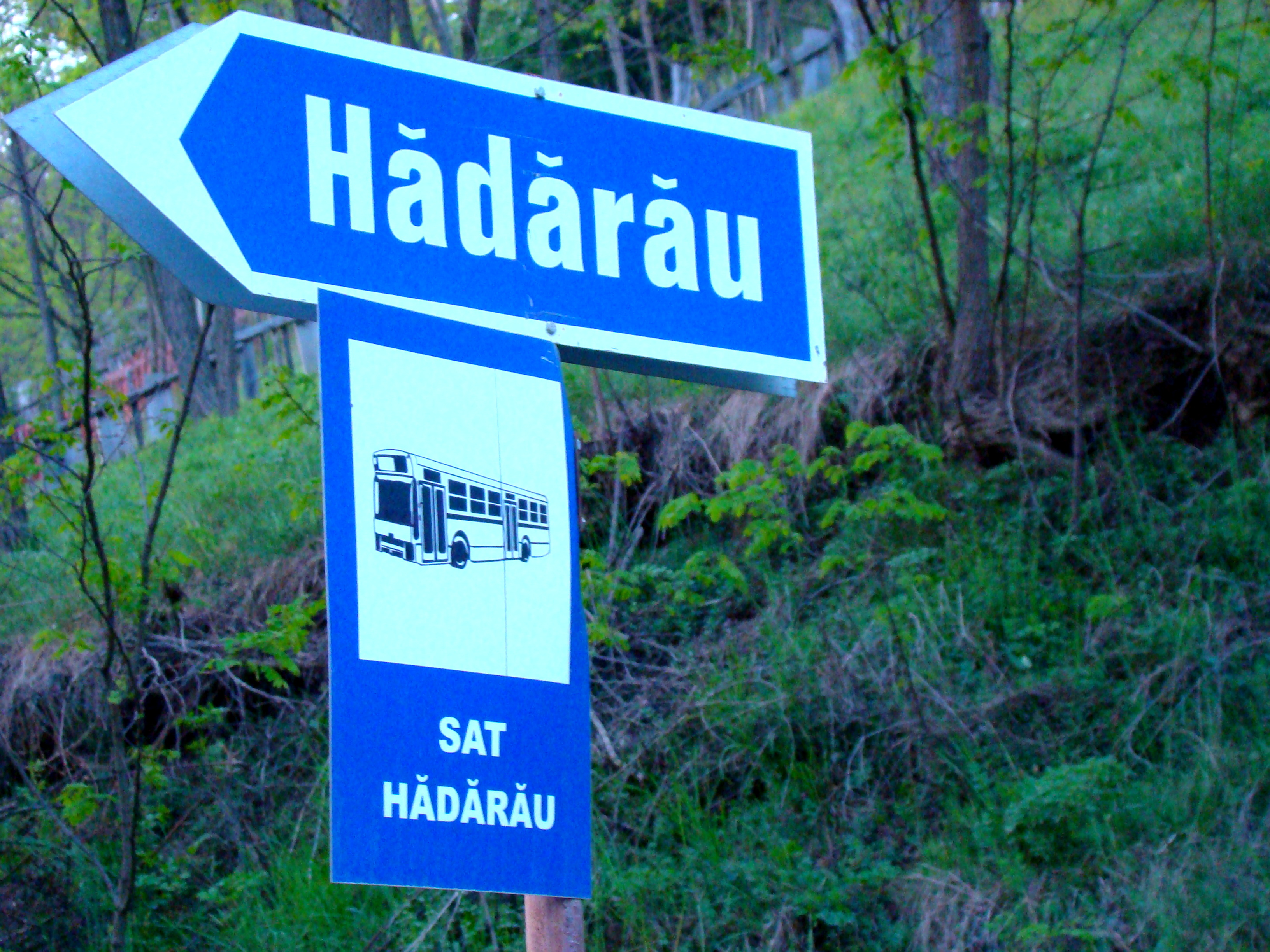
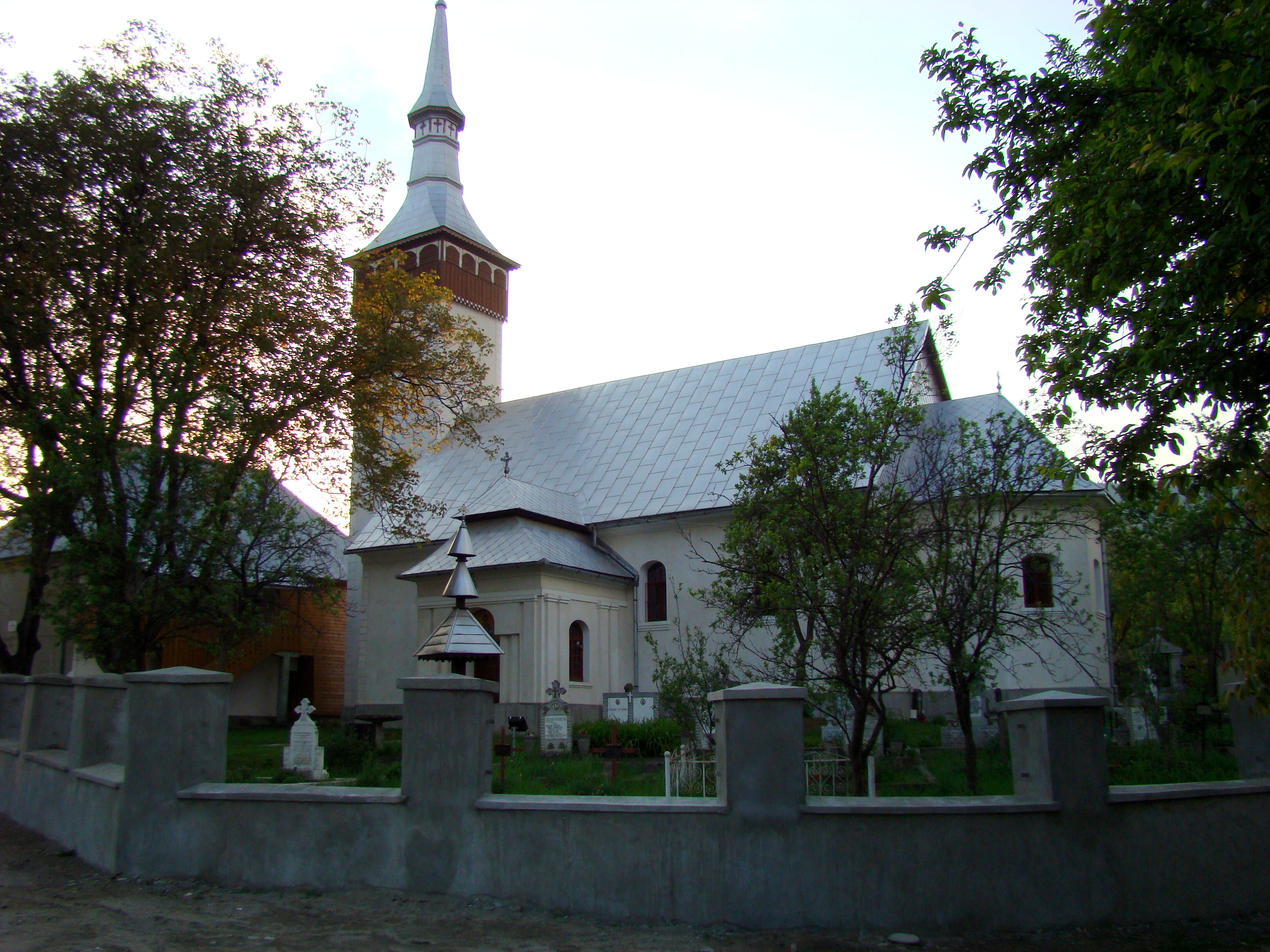
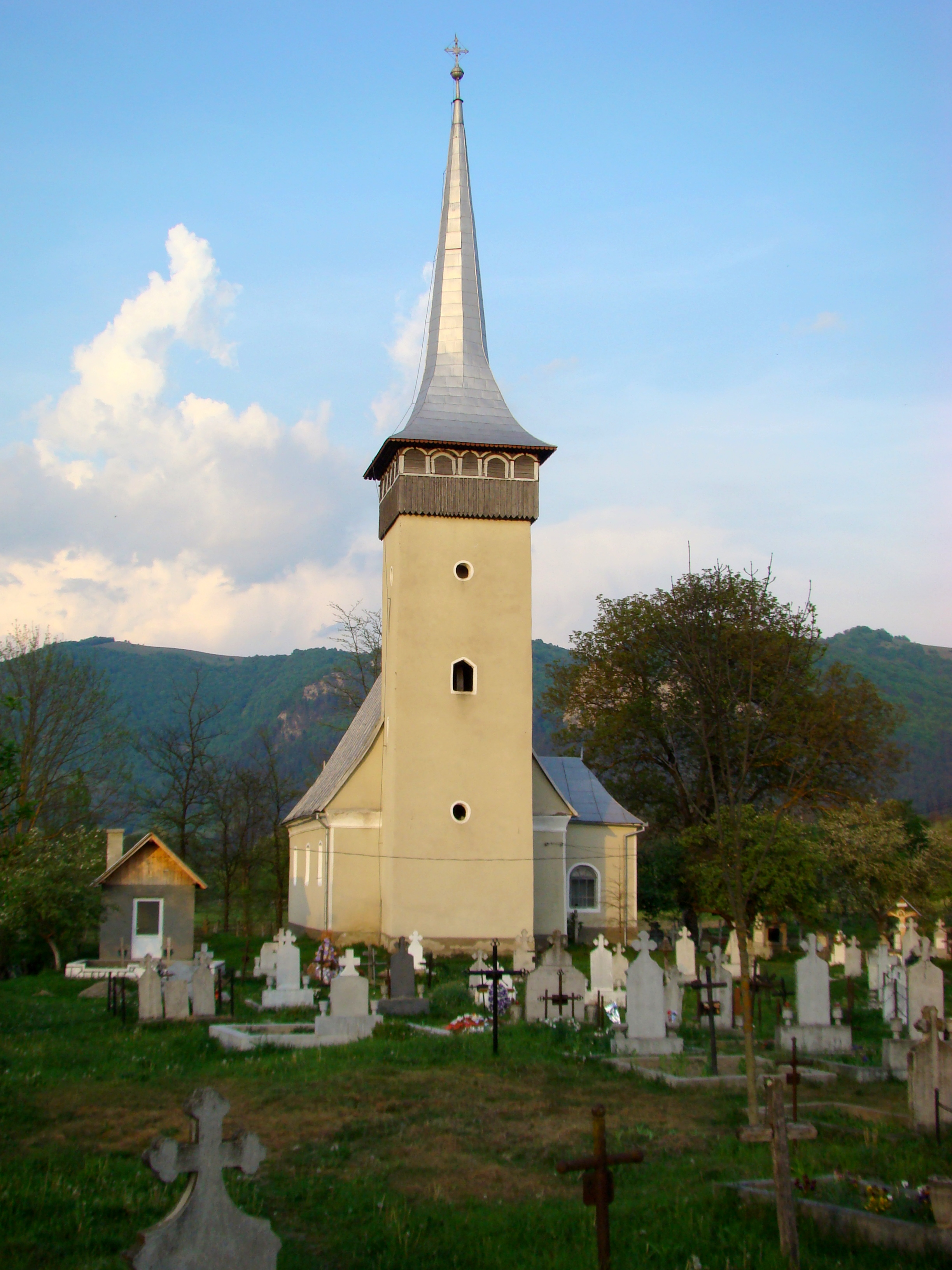
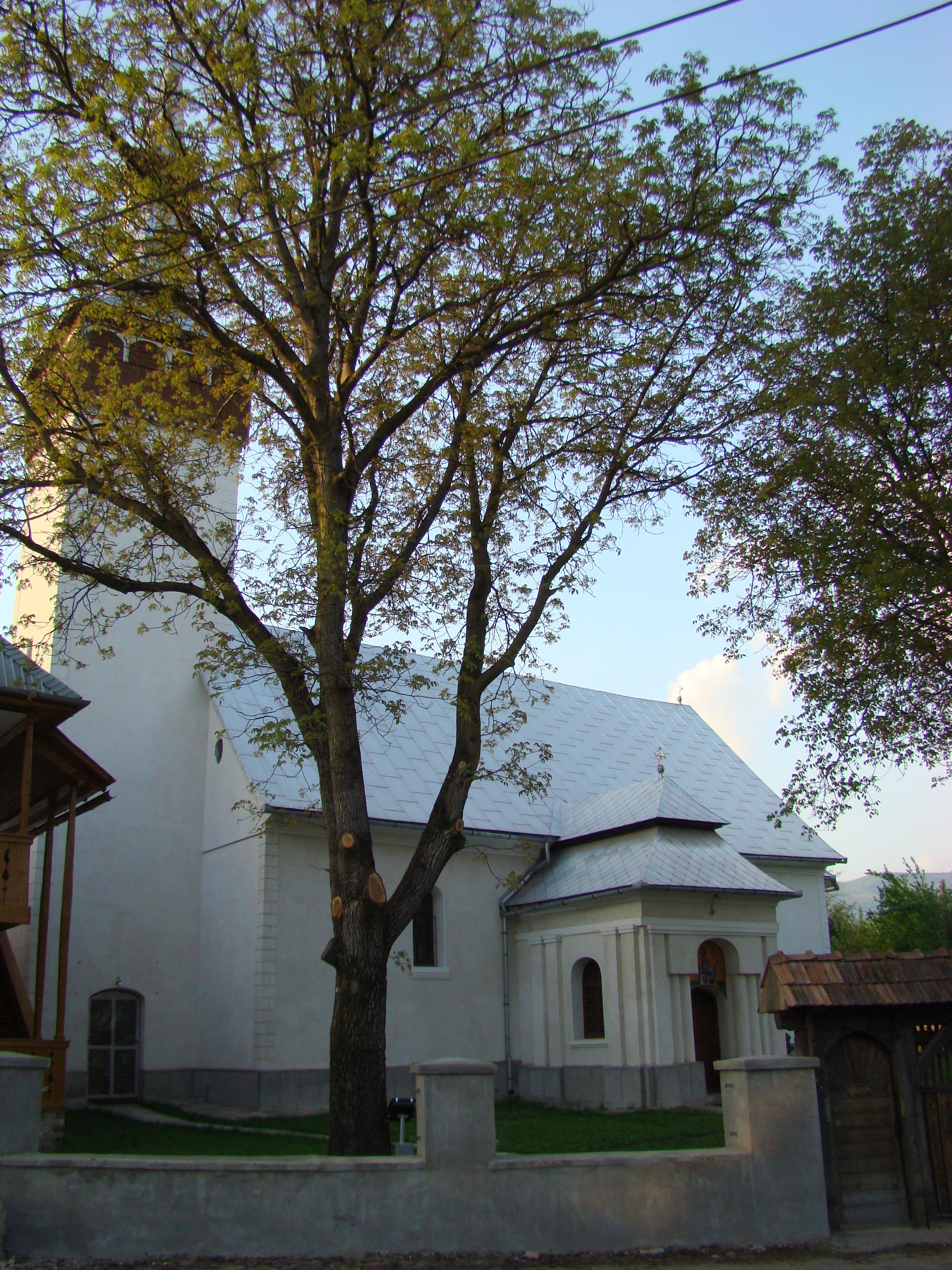
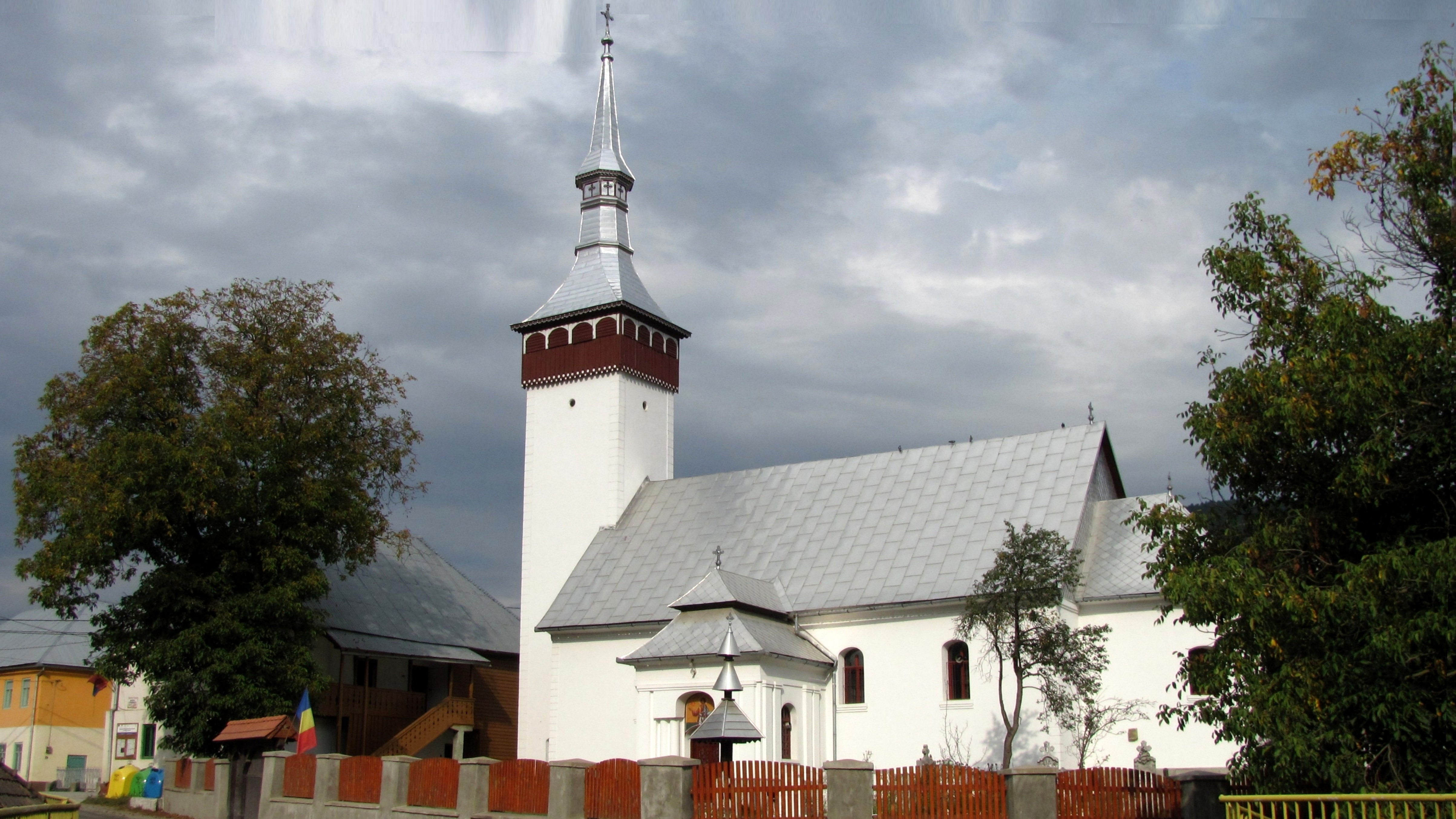
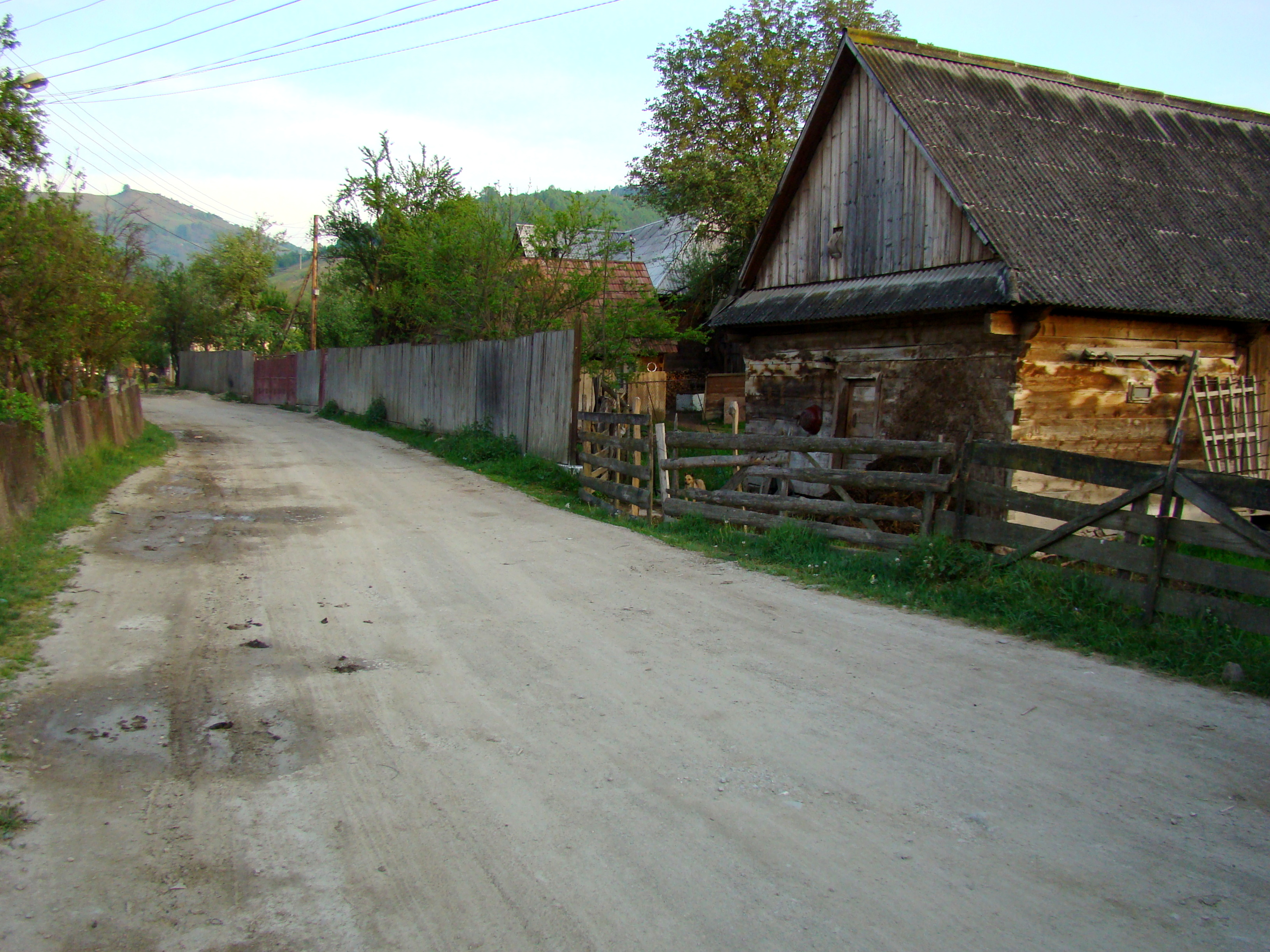
Împrejurimi